# تسعير الكربون

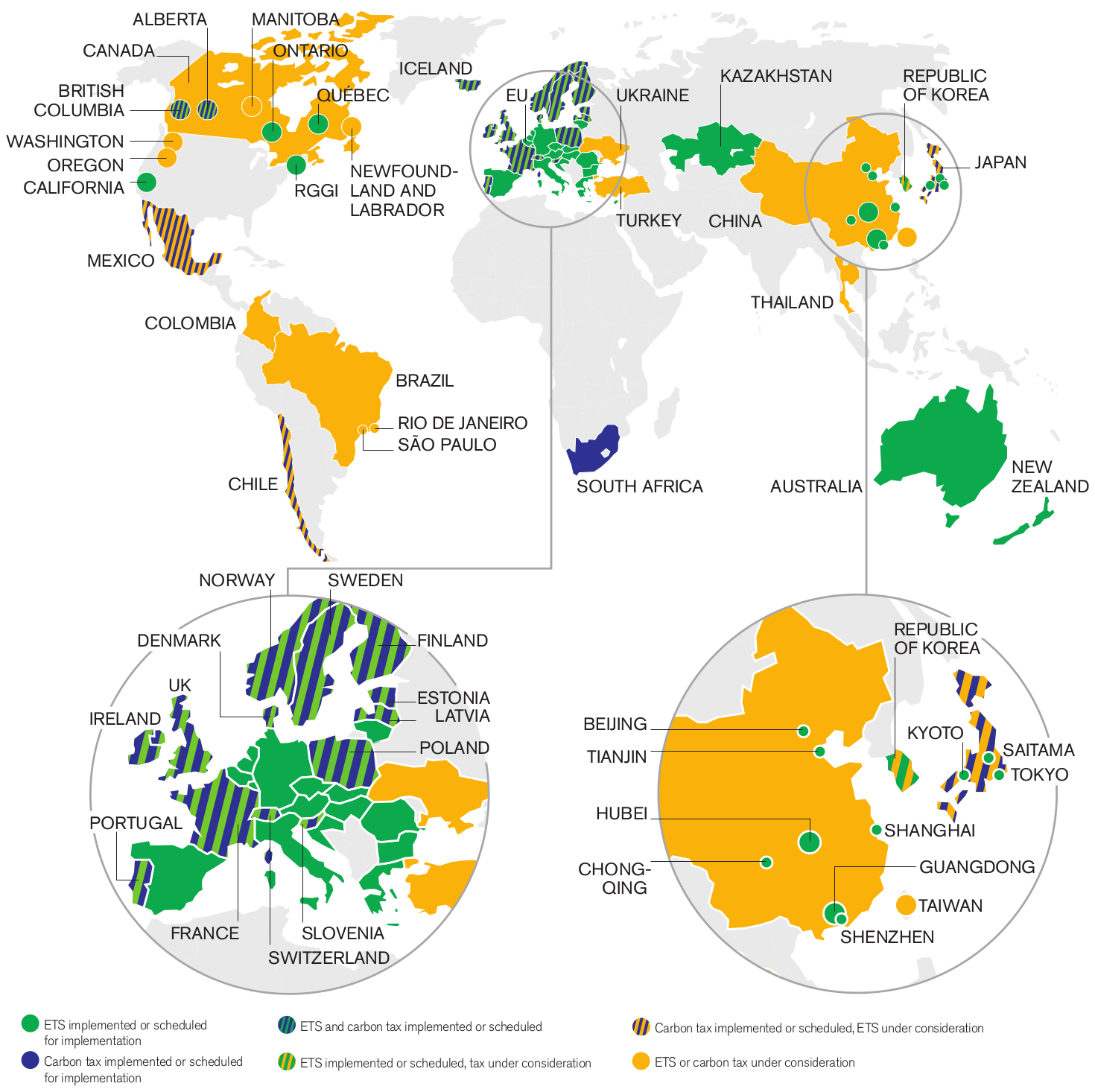
مبادرات تسعير الكربون (2016).

تسعير الكربون هي الطريقة التي يفضلها العديد من الاقتصاديين للحد من انبعاثات الاحترار العالمي وتفرض على أولئك الذين يتسببون بانبعاث ثاني أكسيد الكربون (CO2) من عملياتهم. وسعر الكربون، هو المبلغ الذي يجب دفعه للحق في انبعاث طن واحد من ثاني أكسيد الكربون في الغلاف الجوي. وعادة ما يأخذ تسعير الكربون شكل ضريبة الكربون أو شرط شراء تصاريح تنبعث منها، تعرف عموماً باسم الحد الأقصى للتبادل التجاري، ولكنها تسمى أيضا «البدلات».
إن تسعير الكربون يحل المشكلة الاقتصادية بأن ثاني أكسيد الكربون، أحد غازات الدفيئة منتج ضار لا يتم تسعيره مقابل أي سوق. ونتيجة لعدم تسعيرها، لا توجد آلية سوق تستجيب لتكاليف ثاني أكسيد الكربون المنبعثة. يتزايد الاهتمام بتسعير الكربون باعتباره وسيلة للتصدي لتغير المناخ. وتطبق حوالي 40 بلداً وأكثر من 20 مدينة وولاية ومقاطعة آليات لتسعير الكربون مثل نظم الاتجار بالانبعاثات وضرائب الكربون، أو تستعد لتطبيقها. 
ويساعد تسعير الكربون على إعادة تحميل عبء الضرر على المسؤولين عنه، والذين يمكنهم الحد منه. وبدلاً من إملاء أسماء الجهات التي يجب أن تخفض انبعاثات الكربون ومكانهم وكيفية ذلك، فإن تسعير الكربون يعطي إشارة اقتصادية ويقرر الملوثون بأنفسهم ما إذا كانوا سيحدون من الانبعاثات، أو يحدون من نطاق نشاطهم المسبب للتلوث أو التوقف عنه أو الاستمرار في التسبب في التلوث ودفع الثمن. وبهذه الطريقة، يتحقق الهدف البيئي الشامل بأكثر الطرق مرونة وأقلها تكلفة على المجتمع، ويستمر تسعير الكربون في تحفيز التكنولوجيا وتعمل ابتكارات السوق على تحفيز محركات جديدة منخفضة الانبعاثات الكربونية للنمو الاقتصادي.